# Гриеко, Руджеро
Руджеро Гриеко (итал. Ruggero Grieco, 19 августа 1893, Фоджа — 23 июля 1955, Масса-Ломбарда) — итальянский политик, деятель итальянского рабочего движения.

## Биография
Гриеко стал одним из основателей Коммунистической партии Италии, на конгрессе в Ливорно входил во фракцию под руководством Амадео Бордиги. Вошёл в первый состав Центрального Комитета КПИ. Через несколько лет отошёл от позиции Бордиги и примкнул к Антонио Грамши, который поставил перед ним задачу организовать крестьянскую секцию партии. Вместе с Джузеппе Ди Витторио Гриеко основывает Ассоциацию по защите крестьянской бедноты (итал. Associazione di difesa dei contadini poveri).
После установления фашистского режима, с 1926 по 1944 годы находился в эмиграции. В этот период он использовал псевдоним Гарланди.
В 1928 году заочно был приговорён к 17 годам тюрьмы. Как показал Лучано Канфора в своей книге «La storia falsa» («Подложная история»), выбор Гриеко был связан с арестом и приговорами Грамши и Террачини. Исследователь Франко Ло Пипаро в работе «I due carceri di Gramsci» («Две тюрьмы Грамши») пишет о известном письме от Гриеко к Грамши, написанном в 1928 году и отправленном из Москвы, с советским штемпелем и марками. Это письмо стало основным доказательством для осуждения Грамши. Ло Пипаро называет это письмо «преступным» и видит в нём злой умысел. Продолжается дискуссия, была ли это необдуманная ошибка или преднамеренный поступок. Канфора считает, что письмо было подделано полицией.
С 1929 года — постоянный представитель КПИ при Исполкоме Коминтерна. В 1935 был избран в его члены.
Гриеко стал одним из самых влиятельных руководителей КПИ, и с середины 1934 по весну 1938 годов возглавлял её, так как Тольятти был занят работой в Коминтерне и постоянно находился в Москве, затем он передал руководство партией обратно к Тольятти.
В период его руководства партия сосредоточилась на создании антифашистского фронта, порвав с главенствовавшей до этого теорией социал-фашизма. Он стремился к широкому единому действию антифашистских сил, что стало предпосылкой к национальному единству, которое было затем достигнуто в период Сопротивления. В во время его руководства компартией также удалось привлечь молодёжь, выросшую в годы фашизма, например, с помощью известного и спорного манифеста Обращение к братьям в чёрных рубашках от 1936 года.
Во время Второй мировой войны работал в Москве на радио, руководил производством передач для Италии.
После возвращения в Италию в 1944 году возглавил аграрную комиссию ЦК ИКП и отдел пропаганды, занимался проблемами аграрной политики и борьбой за проведение аграрной реформы. Был редактором журнала «Аграрная реформа» («La riforma agraria»).
Был избран в Учредительное Собрание в 1946 году, затем был избран сенатором Итальянской Республики в 1948 и занимал этот пост до своей смерти, произошедшей во время митинга в Массе-Ломбарде на следующий день после основания Национального союза крестьян.
Внук Давид Гриеко — итальянский режиссёр и сценарист.